# Sareh Bayat
Sareh Bayat (persa: ساره بیات; nacida el 6 de octubre de 1979) es una actriz iraní. Es conocida por su papel de Razieh en A Separation (2011), ganadora del Premio de la Academia, por la que ganó el Oso de Plata a la Mejor Actriz en el Festival Internacional de Cine de Berlín.